# Anthurium cerropirrense
Anthurium cerropirrense är en kallaväxtart som beskrevs av Thomas Bernard Croat. Anthurium cerropirrense ingår i släktet Anthurium och familjen kallaväxter. Inga underarter finns listade.